# Галагаз
Галага́з (Tadorna) — рід качок з ряду Гусеподібні (Anseriformes), представник родини Качкові (підродина галагазові).

## Систематика, споріднення
Типовий вид роду Галагаз — Галагаз звичайний, Tadorna tadorna (Linnaeus, 1758).
Найближчими до роду Галагаз родами, яких разом з ним об'єднують у підродину Галагазні (Tadorninae), є наступні 8 родів:
- Pachyanas (острови Чатем)
- Salvadorina (Нова Гвінея)
- Centrornis (Мадагаскар)
- Alopochen (Африка та Мадагаскар)
- Neochen (Південна Америка)
- Chloephaga (Південна Америка)
- Hymenolaimus (Нова Зеландія)
- Merganetta (Анди, Південна Америка)

## Видовий склад

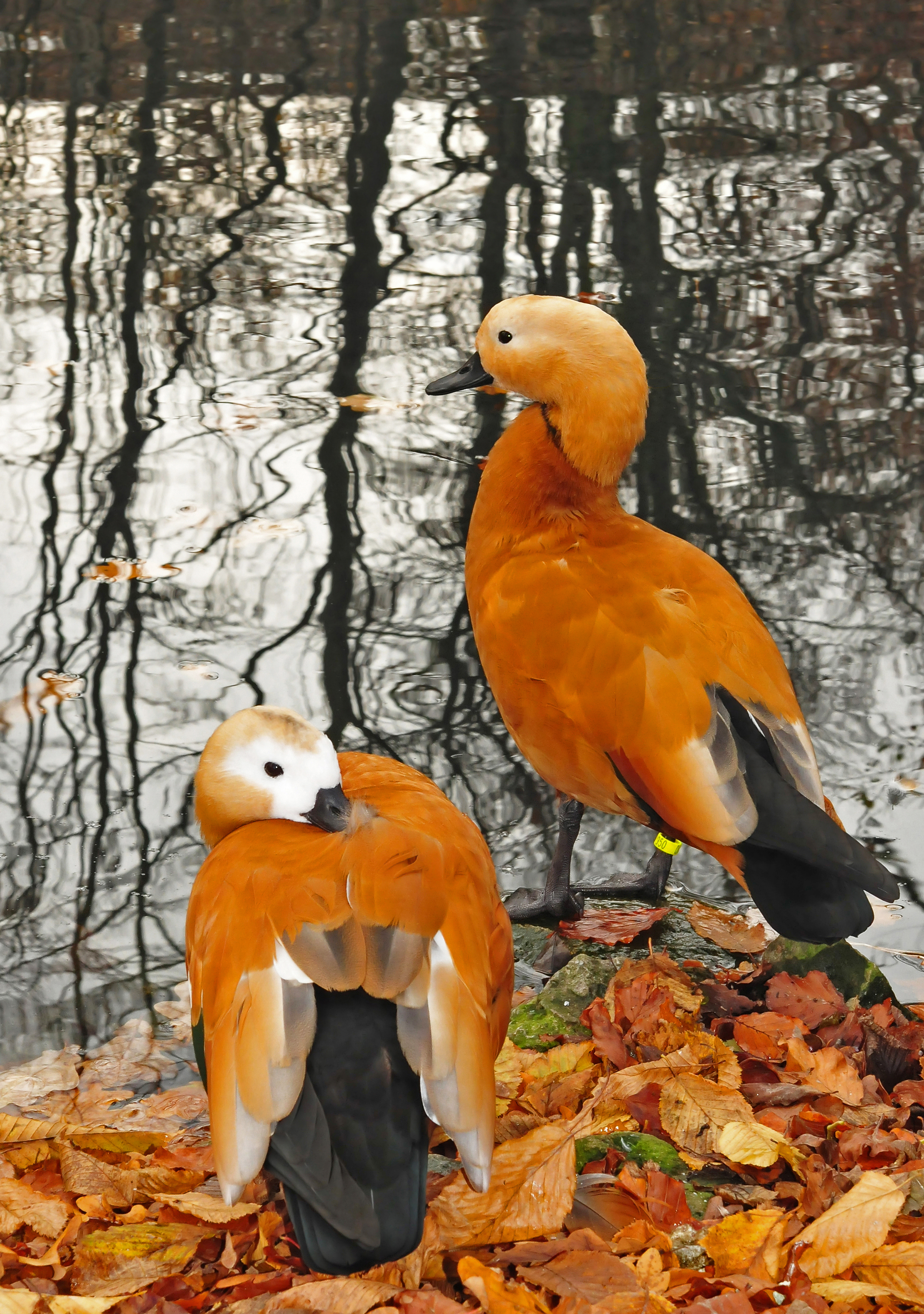
Пара огарів

У складі роду — близько 6-8 видів, у тому числі два види з числа наявних у фауні України: галагаз звичайний та галагаз рудий, або огар.
Приналежність до окремих географічних областей та українська номенклатура частини видів (зокрема галагаз австралійський та галагаз-раджа) аналізуються в огляді "Зоогеографічні особливості поширення птахів" 
- галагаз рудий, або огар — Tadorna ferruginea
- галагаз очеретяний — Tadorna cana
- галагаз австралійський — Tadorna tadornoides
- галагаз мінливий — Tadorna variegata
- галагаз чубатий — Tadorna cristata (ймовірно вимер)
- галагаз звичайний — Tadorna tadorna [2]

## Поширення
Представники роду Tadorna поширені на трьох континентах Східної півкулі: Європа, Африка, Австралія.